# Argestina phantasta
Argestina phantasta är en fjärilsart som beskrevs av Goltz 1938. Argestina phantasta ingår i släktet Argestina och familjen praktfjärilar. Inga underarter finns listade i Catalogue of Life.